# Prärie-Goldregenpfeifer
Der Prärie-Goldregenpfeifer (Pluvialis dominica), auch Kleiner Goldregenpfeifer, Amerikanischer Goldregenpfeifer und Wanderregenpfeifer genannt, gehört innerhalb der Ordnung der Regenpfeiferartigen zur Familie der Regenpfeifer. Gelegentlich wird der Sibirische Goldregenpfeifer als seine Unterart betrachtet.
Der Prärie-Goldregenpfeifer ist in Europa ein regelmäßiger Durchzügler und Gastvogel, der vor allem in Großbritannien regelmäßig beobachtet wird. In Mitteleuropa ist er dagegen selten.

## Merkmale
Der Prärie-Goldregenpfeifer weist einen kiebitzähnlichen Körperbau auf. Der Hals ist mittellang und der Kopf ist rund und klein. Durch die halb-aufrechte Körperhaltung, die bei dieser Goldregenpfeifer-Art am stärksten ausgeprägt ist, fällt der Rücken steil ab. Der Schnabel ist kurz, dünn und am Ende leicht verdickt. Der Vogel besitzt große schwarze Augen, die von einem unbefiederten Lidring umgeben sind. Die Füße des Vogels sind relativ lang und tragen je drei kurze Zehen. Eine Vierte, nach hinten weisende, ist nicht vorhanden. Seine Flügel sind anfangs breit, laufen an den Handschwingen aber spitz zu. Ihre Unterseite ist wie beim Sibirischen Goldregenpfeifer grau. Sein Schwanz ist keilförmig.
Im Brutkleid sind der Bauch, die Brust, der vordere Halsbereich sowie das Gesicht schwarz. An der Stirn beginnend und bis zur Brust zieht sich direkt an den schwarzen Gefiederteilen ein weißes Band entlang. Es verbreitert sich nach unten hin. Das übrige Gefieder ist auf goldgrauem bis grauem Grund schwarz gefleckt. Auf den Flügeln fallen diese größer aus. Die Handschwingen sind schiefergrau bis graubraun gefärbt, die Schwanzseiten – und -unterseiten – sind goldgrau und schwarz gestreift. Im Brutkleid unterscheidet sich der Kleine Goldregenpfeifer von anderen Goldregenpfeifern dadurch, dass auch sein Schwanzansatz schwarz ist. Außerdem ist das weiße Band viel kürzer.
Im Jugendkleid ist der Vogel überwiegend graubraun gefärbt. Die Flügel und der Rücken sind dunkelgrau und wie im Brutkleid mit schwarzen Flecken überzogen. Die Brust und der Nacken weisen eine helle, graubraune und verwaschene Längsstreifung auf. Der Bauch ist bis auf wenige hellgraue Sprenkel nahezu weiß gefärbt. Die Kopf-Oberhälfte des Vogels ist dunkelgrau, auf Augenhöhe befindet sich ein ebenfalls dunkelgraues, waagerechtes Band, das hinter den Augen einen scharfen Knick nach unten macht. Zwischen diesen beiden Partien liegt ein helles Band. Das Jugendkleid ist wie das Schlichtkleid gefärbt, nur etwas dunkler und auf der Brust nicht so stark gestreift.
Der Schnabel und die Beine sind schiefergrau. Der Kleine Goldregenpfeifer erreicht eine Körperlänge von 25 Zentimetern.

## Lebensweise

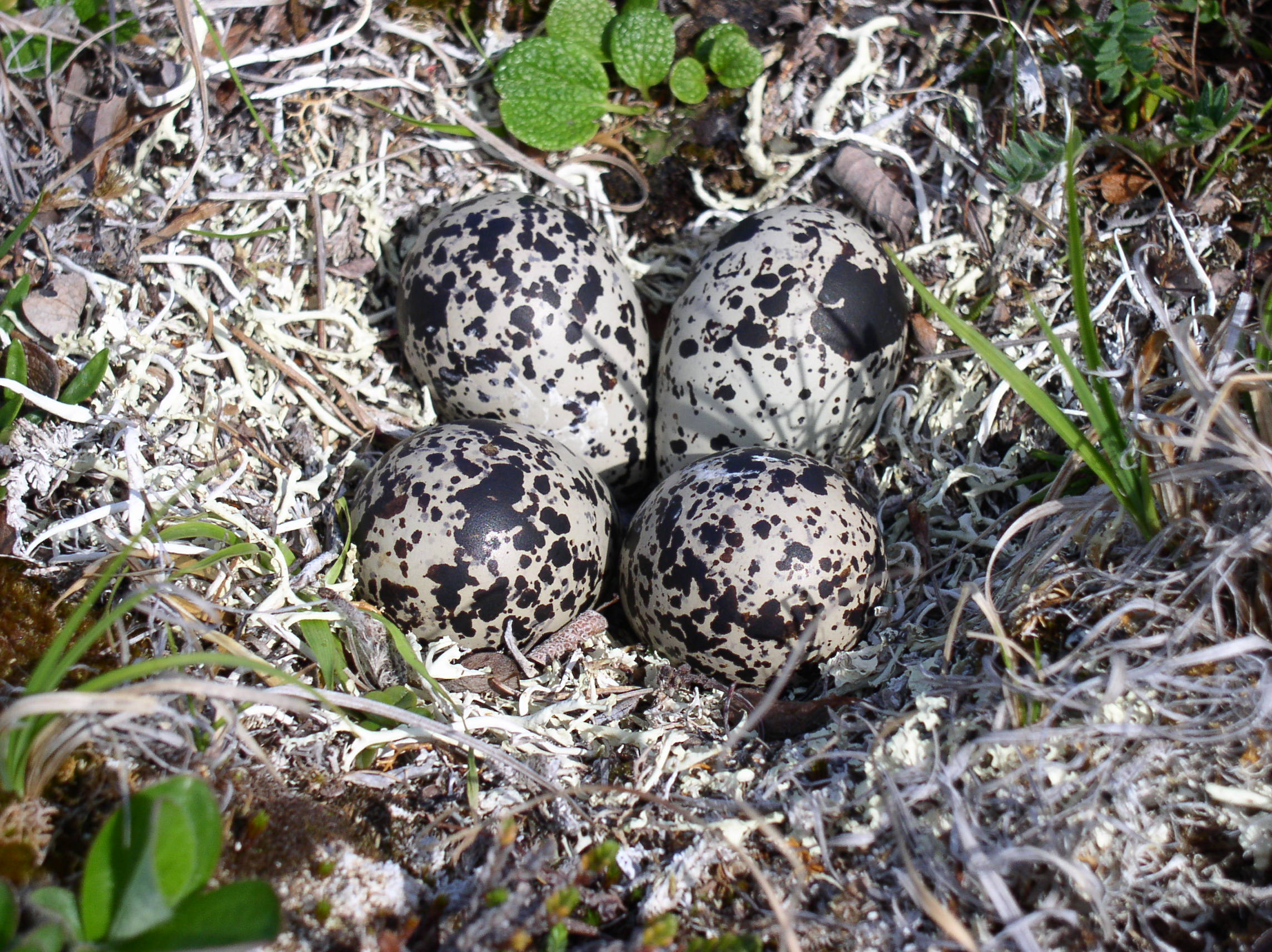
Gelege mit Thamnolia-vermicularis-Flechte

Der Kleine Prärie-Goldregenpfeifer ist ein Zugvogel und kann gut fliegen. Er stößt hohe Rufe aus, etwa wie klu-i. Er frisst Insekten, Würmer (besonders Tangwürmer), Krebstiere, andere Wirbellose und Beeren. Er läuft an Wasserstellen auf Wiesen und Stränden schnell hin und her und pickt oder stochert im Schlamm nach Nahrung.
Er brütet in trockeneren Gebieten des Graslands auf einer erhöhten Stelle, um Feinde rechtzeitig zu sehen. Das Nest ist eine einfache, nur wenig ausgepolsterte Bodenmulde. Das Weibchen legt im Frühjahr zwei bis drei auf schmutzig weißem Grund schwarz gefleckte Eier. Beide Geschlechter bebrüten das Gelege ca. 25 Tage lang. Die Jungen sind Nestflüchter und verlassen das Nest sofort nach dem Schlüpfen. Sie sind anfangs mit einem dicken Daunengefieder bekleidet. Nach 30 Tagen verlassen sie ihre Eltern.

## Lebensraum und Verbreitung

Die Brutgebiete liegen in Nord-Kanada und in Alaska. Dort bewohnt er Tundra und Grasland. Er ist oft in der Nähe von Gewässern anzutreffen. In der Redlist der IUCN wird er als least concern geführt.
Der Prärie-Goldregenpfeifer zieht jedes Jahr im Herbst Richtung Süden bis nach Argentinien, wo er überwintert. Dabei fliegt er lange Strecken, ohne zu fressen und zu trinken. Seine Zugroute führt über die USA, die Karibik oder den westlichen Atlantischen Ozean und dann über das südamerikanische Festland. Seltener fliegt er über Mittelamerika. Von Januar bis April ziehen die Vögel in ihre Brutgebiete zurück. Große Rastplätze liegen z. B. in Illinois. Auf seinen Zugwegen verfliegt er sich manchmal ins westliche Afrika, nach Ostasien, Europa und sogar bis nach Australien und Neuseeland. Er hat einen der längsten Zugwege aller Vögel.

## Etymologie und Forschungsgeschichte
Die Erstbeschreibung des Prärie-Goldregenpfeifers erfolgte 1776 durch Philipp Ludwig Statius Müller unter dem wissenschaftlichen Namen Charadrius Dominicius. Als Verbreitungsgebiet gab er Santo Domingo an. 1760 führte Mathurin-Jacques Brisson die neue Gattung Pluvialis ein. Dieser Name hat sein Ursprung in lateinisch pluvialis, pluvia, pluere ‚mit Regen verbunden, Regen, regnen‘. Der Artname dominica bezieht sich auf Santo Domingo. Alfred Laubmann hatte für sein Werk Die Vögel von Paraguay  keinen Balg zur Verfügung.  Er sah mit Waikthlatingmayalwa im Gran Chaco, Departamento Alto Paraná sowie Monte Sociedad am Río Pilcomayo und am Bach Yaguarazapá im Distrikt Capitán Meza durch Arnaldo de Winkelried Bertoni und mit Puerto Pinasco im Departamento Presidente Hayes sowie Laguna Wall durch Alexander Wetmore einige Nachweise in der Literatur für das Land. Zusätzlich erwähnte Laubmann Paxarito de ribera del pecho listado und Paxarito de ribera del pecho marmol von Félix de Azara als Nachweis für die Art. Laubmann betrachtete die Art als Brutvogel im nördlichen Nordamerika und als Wintergast südwärts bis Uruguay, Argentinien und Chile. Charadrius virginianus bonaparte, 1830 und Charadrius marmoratus Wagler, 1827 werden heute als Synonyme betrachtet.

## Belege

### Einzelbelege
1. ↑  Hans-Günther Bauer, Einhard Bezzel und Wolfgang Fiedler (Hrsg.): Das Kompendium der Vögel Mitteleuropas: Alles über Biologie, Gefährdung und Schutz. Band 1: Nonpasseriformes – Nichtsperlingsvögel, Aula-Verlag Wiebelsheim, Wiesbaden 2005, ISBN 3-89104-647-2, S. 431
2. 1 2  Philipp Ludwig Statius Müller (1776), S. 116–117.
3. ↑  Mathurin-Jacques Brisson (1758), Band 1 S. 46 & Band 5 S. 42.
4. ↑  Pluvialis The Key to Scientific Names. Edited by James A. Jobling
5. ↑  John Graham Kerr (1901), S. 235.
6. ↑  Arnaldo de Winkelried Bertoni (1914), S. 38.
7. ↑  Arnaldo de Winkelried Bertoni (1930), S. 242.
8. ↑  Alexander Wetmore (1926), S. 166.
9. ↑  Félix de Azara (1805), S. 283–286.
10. ↑  Félix de Azara (1805), S. 286–288.
11. ↑  Alfred Laubmann (1939), S. 86.
12. ↑  Charles Lucien Jules Laurent Bonaparte (1926), S. 93.
13. ↑  Johann Georg Wagler (1823), S. 70–71.